# Letalska družba
Letalska družba je podjetje, ki ima v lasti letala in organizira prevoz potnikov ter tovora. Nekaj letalskih družb: Lufthansa, Emirates, Air China, Turkish Airlines, Avianca... Letalski prevoz je večinoma drag, zato so tu še nizkocenovne letalske družbe kot: Ryanair, EasyJet, Vueling...V Sloveniji je bila največja letalska družba Adria Airways (poprej Adria Aviopromet oz. Inex-Adria Aviopromet, Inex-Adria Airways), vendar je prenehala delovati leta 2019.